# 増田慶介
増田 慶介（ますだ けいすけ、1988年5月2日 - ）は、日本の元ラグビー選手。

## プロフィール
- 東京都出身。
- ポジションはセンター(CTB)。
- 身長 183cm、体重 96kg。
- ニックネームはMuscle。
- U19日本代表に選ばれたことがある[1]。
- 尊敬する人物は慶應義塾大学時代の監督林雅人。

## 来歴
7歳からラグビーを始めた。
2007年、長崎北高校卒業後、慶應義塾大学に入る。なお長崎北高校時代、高校日本代表に選ばれ、第30回高校東西対抗試合に西軍として出場した。
2011年、慶應義塾大学卒業後、東芝ブレイブルーパスに加入。
2012年12月1日に行われたジャパンラグビートップリーグ第9節のヤマハ発動機ジュビロ戦に先発出場で公式戦初出場を果たす。
2020年、清水建設ブルーシャークスに加入。
2021年、現役を引退した。